# Tom Mann
Pour les articles homonymes, voir Mann et Thomas Mann (homonymie).
Thomas Mann, dit Tom Mann (1856 - 1941), était un célèbre syndicaliste britannique. En grande partie autodidacte, il devint un organisateur talentueux et un orateur populaire du mouvement ouvrier.

## Biographie

### Jeunesse
Mann est né le 15 avril 1856 à Bell Green, qui est maintenant une banlieue de Coventry. Son père, Thomas Mann, était comptable dans une houillère. Sa mère, Mary Ann Grant, mourut alors qu'il avait deux ans. Il alla à l'école de six à neuf ans, avant de commencer à faire de petits travaux à la ferme de la mine. Un an plus tard, il devint « trappeur », un travail difficile consistant à éliminer les obstructions dans les étroits conduits d'aération de la mine. Les seuls souvenirs plaisants de sa jeunesse étaient l'église et le catéchisme le dimanche. En 1870, la mine dut fermer, et la famille déménagea à Birmingham. Mann entama bientôt un apprentissage d'ingénieur, tout en assistant aux meetings publics tenus par Annie Besant et John Bright, ce qui éveilla sa conscience politique. Il termina son apprentissage en 1877 et alla à Londres. Mais il ne put trouver de travail comme ingénieur et dut se satisfaire de toutes sortes d'emplois non qualifiés. En proie à la pauvreté et la solitude, il intensifia son engagement religieux, sa tempérance et son radicalisme.
Il se maria le 2 octobre 1879 avec Ellen Edwards. Cette même année, il trouva du travail dans un bureau d'études. Là il fut initié au socialisme par le chef d'équipe, et il décida de parfaire son éducation. Il se mit à lire les ouvrages de William Morris, Henry George et John Ruskin. En 1881, il adhéra au syndicat « Amalgamated Society of Engineers », et il prit part à sa première grève. En 1884, il rejoignit la « Fédération sociale démocratique » (Social Democratic Federation ou SDF) de Battersea. Là il rencontra John Burns et Henry Hyde Champion, qui l'encouragèrent à publier en 1886 une brochure, appelant à limiter à huit heures la journée de travail, et intitulée What a compulsory eight hour day means to the workers (« Qu'est-ce que signifie une journée de travail légale de huit heures pour les travailleurs »). Mann fonda une organisation, la « Ligue des huit heures » (Eight Hour League), qui fit pression avec succès sur le Trades Union Congress, qui fit de la journée de huit heures son objectif principal.

### Activiste et dirigeant
Après avoir lu en 1886 le Manifeste du parti communiste, Mann devint communiste. Il fut alors persuadé que le but principal du mouvement ouvrier était de renverser le capitalisme, et non pas de se limiter à améliorer le sort des ouvriers soumis à ce régime. Il se rendit  en 1887 à Newcastle, organisant le SDF dans le nord de l'Angleterre. Il dirigea la campagne électorale de James Keir Hardie à Lanark avant de retourner à Londres en 1888, où il s'employa à soutenir la grève des usines d'allumettes Bryant et May. Avec Burns et Champion, il commença à publier en 1888 un journal, le Labour Elector. 
Mann fut, avec Burns et Ben Tillett, un des principaux acteurs de la grève des docks de Londres en 1889. Ce fut lui qui organisa l'aide aux grévistes et à leurs familles. Grâce à l'appui d'autres syndicats et de diverses organisations, les grévistes finirent par obtenir satisfaction. À la suite de la grève, Mann fut élu président du nouveau syndicat général des travailleurs des docks, des quais et des rives, Tillett en étant le secrétaire général. Tous deux rédigèrent un opuscule intitulée le Nouveau syndicalisme, qui soutenait l'idée utopique d'un Commonwealth coopératif. Mann fut aussi élu à la Bourse du travail de Londres, secrétaire du National Reform Union, et membre de la Commission royale sur le travail de 1891 à 1893. En 1894, il fut, avec James Keir Hardie et Henry Hyde Champion, un des membres fondateurs du Parti travailliste indépendant (ILP), et il en devint le secrétaire la même année. Il fut un candidat malheureux de ce parti aux élections générales du Royaume-Uni de 1895. En 1896, il fut battu à l'élection du secrétaire de l'Amalgamated Society of Engineers. Il aida à créer la Fédération internationale des ouvriers du transport, et il en fut le premier président. Il fut expulsé de plusieurs pays européens pour ses activités syndicales.
Les croyances religieuses de Mann étaient aussi fortes que ses convictions politiques. Il était anglican, et, lors d'un certain nombre de grèves, il soutint des organisations chrétiennes comme l'Armée du salut. En 1893, des rumeurs prétendirent même qu'il avait l'intention de devenir pasteur anglican. Il était favorable à une organisation de l'économie basée sur la coopération, mais il s'opposait à une alliance de l'ILP avec d'autres organisations socialistes du Royaume-Uni, comme la Fabian Society (qui était plutôt réformiste). En 1895, Beatrice Webb, qui appartenait à ce groupe, critiqua l'absolutisme de Mann, exposant sarcastiquement que son objectif était de « regrouper des hommes professant tous le même credo, et travaillant tous en parfaite uniformité dans exactement le même but ». Philip Snowden, un membre de l'ILP, appréciait Mann, mais critiquait son incapacité à demeurer dans un même parti ou organisation plus de quelques années.

### Nouvelle-Zélande et Australie
Devant la dégradation de son mariage et l'échec du « Syndicat des travailleurs », Mann émigra en décembre 1901 en Nouvelle-Zélande, avec Elsie Harker, une chanteuse et militante socialiste, qui fut la compagne de toute sa vie, et leurs deux jeunes enfants. Il s'employa à organiser le Parti socialiste de Nouvelle-Zélande fondé un an plus tôt. Il attirait des foules, parfois enthousiastes, dans des meetings publics, mais le Parti socialiste de Nouvelle-Zélande ne pouvait se permettre un organisateur à temps complet. Aussi, en septembre 1902, Mann partit en Australie pour y faire une tournée de conférences, emmenant avec lui sa famille. Il se déplaça dans toute l'Australie, faisant la preuve de ses talents d'orateur et de ses capacités d'organisateur qui l'avaient rendu célèbre en Angleterre. Il décida de demeurer en Australie, pour voir si le droit de vote plus étendu de ce pays permettrait une « modification plus radicale du capitalisme ». Il se rendit en Nouvelle-Galles du Sud et en Australie-Méridionale en 1902, en Tasmanie en 1903 et en 1906, en Australie-Occidentale en 1904, au Queensland en 1905, et de nouveau en Nouvelle-Zélande en 1908, pour assister au premier congrès national du parti socialiste de Nouvelle-Zélande. Il finit par s'installer à Melbourne, où il déploya son activité dans les syndicats australiens, et en organisant le Parti travailliste australien (ALP). 
Mais il perdit peu à peu ses illusions, estimant que le type de gouvernement existant en Australie avait corrompu le parti, qui ne songeait qu'à gagner les élections. Il pensait que les députés travaillistes ne voulaient ni ne pouvaient changer la société, et que leur importance au sein du mouvement étouffait et éclipsait le travail syndical. Il démissionna de l'ALP et fonda avec John Percy Jones, un ami fortuné, le Parti socialiste du Victoria (VSP) en mars 1906. En août de cette même année, ce parti comptait 1 500 membres, et éditait un hebdomadaire, le Socialist, écrit à l'origine par Mann. Pendant l'hiver 1906, ce parti mena campagne contre le chômage, et en novembre, plusieurs de ses membres, dont Mann, furent emprisonnés pour avoir revendiqué la liberté de parole. 
Constatant que le VSP ne parvenait pas à être accepté par l'ensemble du mouvement travailliste, et aussi pour éviter la formation de factions sur des questions telles que les accords avec les travaillistes, Mann se tourna vers l'activisme industriel, faisant des conférences et écrivant sur le « syndicalisme révolutionnaire ». En janvier 1909, il fut arrêté pour sédition et rassemblement illégal, mais fut acquitté en avril après un procès à Albury. 

### Retour en Grande-Bretagne
En 1910, il rentra avec Elsie et leurs quatre enfants en Grande-Bretagne, où il rédigea The Way to Win, un opuscule qui soutenait que seuls le syndicalisme et le mouvement coopératif pouvaient amener le socialisme, et que la démocratie parlementaire était par nature corrompue. Il fonda l'Industrial Syndicalist Education League, et travailla comme organisateur pour Ben Tillett. Avec le journaliste Guy Bowman, il lança le périodique Industrial Syndicalist, qui préconisait l'action industrielle directe et concertée. Il conduisit la grève générale des transports de Liverpool de 1911. En 1912, il fut reconnu coupable, selon la loi d'incitation à la rébellion de 1797 (« Incitement to Mutiny Act »), pour avoir publié un article dans le The Syndicalist, intitulé Lettre ouverte aux soldats britanniques, leur demandant de ne pas tirer sur les grévistes. Cet article fut réimprimé plus tard sous forme de tract et intitulé Ne tirez pas. Sa peine de prison fut annulée sous la pression populaire. Pour des raisons religieuses et socialistes, il était opposé à l'engagement du Royaume-Uni dans la Première Guerre mondiale, et il prit la parole lors de rassemblements pacifistes. En 1917, il adhéra au Parti socialiste britannique (« British Socialist Party »), successeur de la Fédération sociale démocratique (« Social Democratic Federation »), qui s'était affilié l'année précédente au Parti travailliste.

### Militant vétéran
En 1919, il se présenta de nouveau pour l'élection du secrétaire de l'Amalgamated Society of Engineers, et fut cette fois élu. Il conserva ce poste jusqu'en 1921, année à laquelle il prit sa retraite à l'âge de soixante-cinq ans. Il accueillit avec joie la Révolution russe de 1917, qui établit un gouvernement communiste, et souhaita la formation de soviets au Royaume-Uni. En 1920, il fit partie des nombreux membres du parti socialiste britannique, qui, inspirés par la révolution russe, rompirent avec le travaillisme et formèrent le Parti communiste de Grande-Bretagne. Mann fut le président du bureau britannique de l'Internationale syndicale rouge, puis de l'organisation qui lui succéda, le National Minority Movement, de 1921 à 1929.
Tom Mann continua à soutenir activement le socialisme, le communisme et le mouvement coopératif jusqu'à sa mort en 1941. Il publia d'autres opuscules et prit régulièrement la parole lors de meetings publics en Grande-Bretagne et à l'étranger. Il fut arrêté pour sédition à maintes occasions. Il continua d'être une figure populaire du mouvement travailliste, attirant de vastes foules lors de rassemblements et de spectacles. Durant la Guerre d'Espagne, il voulut aller combattre du côté des républicains, mais il était alors bien trop vieux. Une unité des Brigades internationales prit en son honneur le nom de « Tom Mann Centuria ».
Tom Man mourut le 13 mars 1941.
Son arrière-petit-fils, Nicholas Bennett, fut député conservateur de Pembroke de 1987 à 1992, et secrétaire d'État pour les affaires galloises de 1990 à 1992.